# Pristimantis unistrigatus
Pristimantis unistrigatus es una especie de anfibio anuro de la familia Craugastoridae.

## Distribución
Esta especie habita entre los 2 200 y 3 400 m de altitud en los valles interandinos:
- en Colombia en el departamento de Nariño;
- en Ecuador en las provincias de Carchi, Imbabura, Pichincha, Cotopaxi, Tungurahua y Chimborazo.[4]

## Publicación original
- Günther, 1859 : Second list of cold-blooded vertebrata collected by Mr. Fraser in the Andes of Western Ecuador. Proceedings of the Zoological Society of London, vol. 1859, p. 402-420[5]